# Paul Soares
Paul Soares, född 5 februari 1966 i Stockholm, är en svensk författare och översättare. Soares debuterade 1999 med det experimentella prosaverket Det finns inga hajar i Tisaren, som fick ett blandat, till övervägande del positivt mottagande. Soares var även förläggare på No Fun förlag.